# Cristián Barros Mirabal
Cristián Barros Mirabal (Montevideo, Uruguay, 9 de abril de 2000) es un futbolista uruguayo que juega como delantero. Su equipo actual es  Club Plaza Colonia de la Primera División de Uruguay.

## Trayectoria
Debutó por el primer equipo de Defensor Sporting el 20 de octubre de 2019, en un partido contra Racing de Montevideo válido por la séptima fecha del torneo de Clausura 2019, en el cual anota también su primer gol en el profesionalismo.
En noviembre de 2020, Barros partió a préstamo a Universidad de Chile, préstamo que finalizó en junio de 2021.

## Estadísticas

### Clubes
Actualizado al último partido disputado el 26 de mayo de 2024.
| Club                         | Div.          | Temporada     | Liga  | Liga  | Copas nacionales | Copas nacionales | Copas internacionales | Copas internacionales | Total | Total |
| Club                         | Div.          | Temporada     | Part. | Goles | Part.            | Goles            | Part.                 | Goles                 | Part. | Goles |
| ---------------------------- | ------------- | ------------- | ----- | ----- | ---------------- | ---------------- | --------------------- | --------------------- | ----- | ----- |
| Defensor Sporting · Uruguay  | 1.ª           | 2019          | 4     | 1     | —                | —                | —                     | —                     | 4     | 1     |
| Defensor Sporting · Uruguay  | 1.ª           | 2020          | 4     | 0     | —                | —                | —                     | —                     | 4     | 0     |
| Defensor Sporting · Uruguay  | 2.ª           | 2021          | 8     | 0     | —                | —                | —                     | —                     | 8     | 0     |
| Defensor Sporting · Uruguay  | Total club    | Total club    | 16    | 1     | 0                | 0                | 0                     | 0                     | 16    | 1     |
| Universidad de Chile · Chile | 1.ª           | 2020          | 7     | 0     | 0                | 0                | —                     | —                     | 7     | 0     |
| Universidad de Chile · Chile | Total club    | Total club    | 7     | 0     | 0                | 0                | 0                     | 0                     | 7     | 0     |
| Albion · Uruguay             | 1.ª           | 2022          | 23    | 1     | 2                | 1                | —                     | —                     | 25    | 2     |
| Albion · Uruguay             | Total club    | Total club    | 23    | 1     | 2                | 1                | 0                     | 0                     | 25    | 2     |
| River Plate · Uruguay        | 1.ª           | 2023          | 21    | 3     | 1                | 0                | 0                     | 0                     | 22    | 3     |
| River Plate · Uruguay        | Total club    | Total club    | 21    | 3     | 1                | 0                | 0                     | 0                     | 22    | 3     |
| Orense · Ecuador             | 1.ª           | 2024          | 11    | 1     | 0                | 0                | —                     | —                     | 11    | 1     |
| Orense · Ecuador             | Total club    | Total club    | 11    | 1     | 0                | 0                | 0                     | 0                     | 11    | 1     |
| Total carrera                | Total carrera | Total carrera | 78    | 6     | 3                | 1                | 0                     | 0                     | 81    | 7     |
| 1.                           |               |               |       |       |                  |                  |                       |                       |       |       |